# Chalybophysis aeneipennis
Chalybophysis aeneipennis is een keversoort uit de familie van de boktorren (Cerambycidae). De wetenschappelijke naam van de soort werd in 1881 als Macrotoma aeneipennis gepubliceerd door Charles Owen Waterhouse.